# Зоран Д. Поповић
Зоран Д. Поповић (Београд, 7. децембар 1941) српски је инжењер електротехнике и академик, инострани члан састава Српске академије наука и уметности од 30. октобра 2003.

## Биографија
Завршио је основне студије на Електротехничком факултету Универзитета у Београду 1965, магистратуру 1968. и докторат на Универзитету Макмастер 1974. године. Радио је као асистент на Електротехничком факултету Универзитета у Београду од 1966, као спољни професор на Универзитету Макмастер од 1977, као вођа пројекта у Истраживачком центру компаније Xerox од 1978, као старији научни сарадник од 1981, као виши научни сарадник од 1987. и као научни саветник у пензији од 1996. године.
Истражује област техничке физике, физике полупроводника, механизма фотопроводности у органским материјалима и органске електролуминисцентне направе. Добитник је награде за изврсност у науци и технологији компаније Xerox 1988. и награде „Честер Карлсон” Друштва за науку и технологију сликања 1998.